# The Stranger in Camp
The Stranger in Camp è un cortometraggio muto del 1911 prodotto dalla Lubin Manufacturing Company. Il nome del regista non viene riportato nei credit del film.

## Trama
La giovane Ethel Marsden va via di casa per sfuggire alle continue violenze del marito, un ubriacone incallito. La donna si reca nel West, dove trova lavoro come insegnante. Mack, uno dei minatori, comincia a farle la corte. Anche se è attratta da Mack, la donna non dimentica di essere ancora una donna sposata: non volendo rivelargli la verità per paura di perdere il posto, Edith tace sulla sua condizione. Così, quando al campo arriva Harry, suo marito, e quest'ultimo la vede conversare amichevolmente con il minatore, la situazione precipita. Harry aggredisce la moglie che viene difesa da Mack, ignaro che quello sia suo marito. Harry, per vendicarsi del rivale, progetta di rapirlo e ucciderlo, aiutato da due compari. Ethel, che ha sentito tutto, corre dallo sceriffo a chiedere aiuto. I tre malviventi, intanto, dopo una lotta furibonda, sono riusciti a catturare Mack che viene legato e imbavagliato. Al sopraggiungere della squadra dello sceriffo, nasce una sparatoria e Harry, mentre cerca di fuggire, resta ucciso. Ora Ethel è finalmente libera e può dichiarare il proprio amore a Mack.

## Produzione
Il film fu prodotto dalla Lubin Manufacturing Company.

## Distribuzione
Distribuito dalla General Film Company, il film - un cortometraggio in una bobina - uscì nelle sale statunitensi il 22 luglio 1911.